# Kamen (canción)
«KAMEN» (que significa máscara) es el décimo sencillo de la 12 Singles Collection. Este es un dúo con el reconocido cantante Ishii Tatsuya, al cual Kumi siente grande admiración. La canción es una balada, la cual si se lee las letras, es principalmente Ishii preguntándole cosas a Kumi y cuando ella canta es la respuesta. Este es el único sencillo limitado que presentan más de 2 versiones. Una es with your darling versión la cual es solo la voz de Ishii y la de with your honey, que es la voz de Kumi.

## Portada
La portada está inspirada en Hawái, y en sus bailarinas hula-hula. El color que representa a KAMEN es un amarillo con rosa.

## Video musical
El video se trata de Kumi y Tatsuya en un tipo de cuarto con parejas bailando( aunque parezcan fantasma) Tan solo cantan con una máscara cubriéndoles la mitad de la cara. También se puede ver a Kumi debajo de unas sabanas y su silueta por detrás de la misma

## Canciones
1. «KAMEN» feat.Tatuya Ishii (石井竜也 Ishii Tatsuya?)
2. «KAMEN» feat.Tatuya Ishii (石井竜也 Ishii Tatsuya?) (with your darling version)
3. «KAMEN» feat.Tatuya Ishii (石井竜也 Ishii Tatsuya?) (with your honey version)
4. «KAMEN» feat.Tatuya Ishii (石井竜也 Ishii Tatsuya?) (instrumental)

- Datos: Q3119275